# فرودگاه آبی هک جانکشن
فرودگاه آبی هک جانکشن (به انگلیسی: Hawk Junction Water Aerodrome) یک فرودگاه خصوصی است که یک باند فرود آب دارد. این فرودگاه در کشور کانادا قرار دارد و در ارتفاع ۳۱۴ متری از سطح دریا واقع شده‌است.